# زیردریایی یو-۷۵۴
زیردریایی یو-۷۵۴ (به انگلیسی: German submarine U-754) یک زیردریایی بود که طول آن ۶۷٫۱ متر (۲۲۰ فوت ۲ اینچ) بود. این زیردریایی در سال ۱۹۴۱ ساخته شد.